# فواره تاج

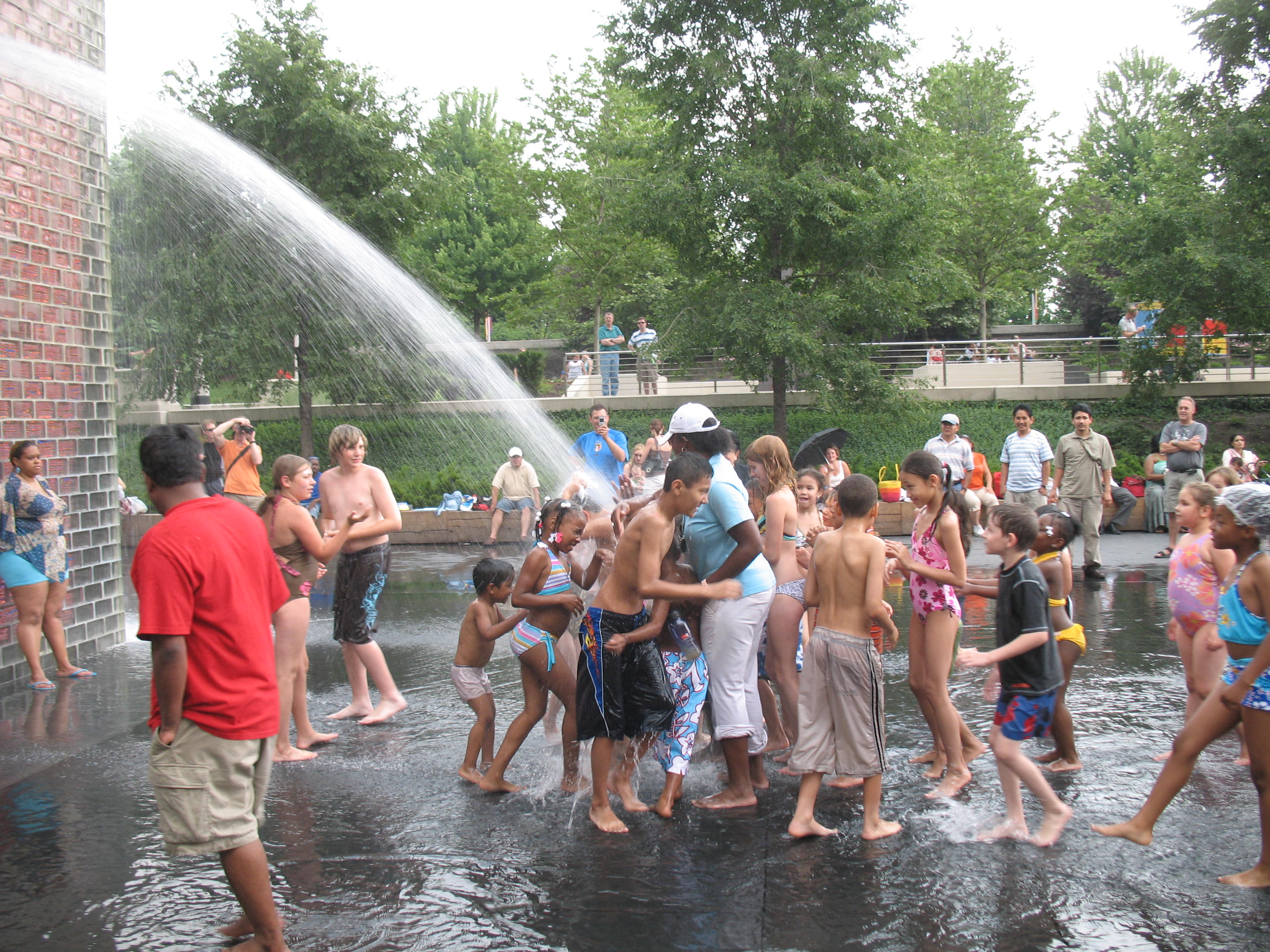

فواره تاج یا آبنمای تاج (به انگلیسی: Crown Fountain) یک هنر مجسمه‌سازی با ویدئو و تصویر در پارک میلنیوم (پارک هزاره) (Millennium Park) در شیکاگو، ایلینوی است. طراحی این فواره توسط هنرمند اسپانیایی جیم پلنزا (Jaume Plensa) و اجرای آن توسط معماران کروئک و سکستن (Krueck and Sexton Architects) صورت گرفته‌است. این فواره در ژوئن سال ۲۰۰۴ در پارک میلنیوم شیکاگو افتتاح شد.
چشمه از سنگ گرانیت و مرمر سیاه و سفید با جریان یک لایه آب با حجم کم در روی سنگ‌های کف می‌باشد که بازدیدکننده گان می‌توانند با پای برهنه در روی آن حرکت کنند و لذت راه رفت در آب را بچشند. این استخر بین یک جفت برج آجری از نوع بلوک شیشه‌ای به صورت مکعب قرار داده شده‌است. برج‌ها با بلندی ۱۵٫۲ متر و با ال‌ئی‌دیها توانایی پخش فیلم‌ها و نمایش عکس‌ها به صورت دیجیتال با حجم پیکسل کم در درون خود را دارند و از طریق یک نازل در جلو با پخش تصاویر مانند صورت اشخاص و هنرمردان آب را به صورت افقی به جلو پرتاب می‌کند. هزینه ساخت و ساز و طراحی فواره تاج ۱۷ میلیون دلار بوده‌است
در طراحی دوگانگی، نور، و آب و استفاده از تکنولوژی ویدئویی از آثار قبلی طراح آن Jaume Plensa است. آبنمای تاج یکی از بحث‌برانگیز تر از همه ویژگی‌های دیگر پارک بوده و است. حتی قبل از ساخته شدن برخی نگران بودند که اندازه این آبنمای ۱۵ متری ممکن است حس زیباشناختی افراد از پارک هزاره را مخدوش سازد ولی این آبنما به مرور محبوبیت پیدا کرد و اکنون بسیاری از اهالی شیکاگو به آن افتخار می‌کنند و آن را یکی از جاذبه‌های مهم شهر خود به‌شمار می‌آورند و پس از ساخت و ساز، دوربین‌های مدار بسته در بالای برج‌ها و آبنماها نصب شد که منجر به اعتراض عمومی گردید (و حذف سریع آن‌ها را خواستند) با این حال، چشمه از آغاز تا به امروز از این انتقادها و مخالفت‌ها جان سالم به در برده‌است، و این محل تجمع صدها نفر از شیکاگو می‌باشد که یک موضوع محبوب برای عکاسان است. آبنمای تاج یک منطقه عمومی است و بیشتر از نمایش زیبای آب آب‌بازی را ارائه می‌دهد و مردم برای فرار از گرمای تابستان، به کودکان اجازه به جست و خیز در آب آبنما را می‌دهند. این آبنمای زیبا به یکی از اولویت‌های بازدید از شیکاگو تبدیل شده‌است.